# Clemelis pullula
Clemelis pullula är en tvåvingeart som först beskrevs av Townsend 1915.  Clemelis pullula ingår i släktet Clemelis och familjen parasitflugor. Inga underarter finns listade i Catalogue of Life.